# Dennis Jubilant

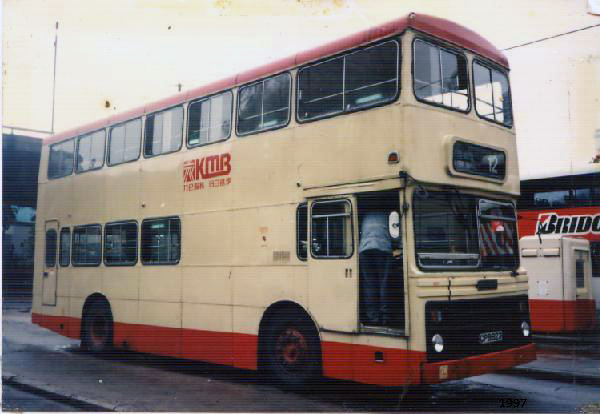
Dennis Jubilant

Der Dennis Jubilant war ein Fahrgestell für Omnibusse des britischen Nutzfahrzeugherstellers Dennis Brothers. Der Typ wurde von 1977 bis 1982 ausschließlich für den Export gebaut. Auf das Chassis wurden verschiedene Aufbauten gesetzt.
Der Bus war ebenso wie der Leyland Victory Mk 2 speziell für die Bedingungen in der damaligen britischen Kronkolonie Hongkong- steigungsreiche Strecken und Einmannbetrieb mit Zahlbox – ausgelegt. Einer der größten Betreiber von Buslinien in Hongkong, 
Kowloon Motor Bus (KMB), forderte einen Doppeldeckerbus mit vorn liegenden Motor. KMB hatte 1976 vier Leyland Victory Mk 2 mit einem Doppeldeckeraufbau von Bus Bodies aus Südafrika erprobt und war mit der Konfiguration zufrieden, obwohl schon in den 1960er Jahren der Trend zu Bussen mit hinten liegendem Motor einsetzte. Dennis hatte nach Einstellung der Produktion des Loline im Jahr 1967, der auf dem Bristol Lodekka beruhte, keine Busse mehr hergestellt. Der Loline war ebenfalls ein Doppeldeckerbus mit vorn liegendem Motor, jedoch entsprachen weder grundsätzliche Auslegung noch die verwendeten Baugruppen modernen Anforderungen. Ähnlich wie Leyland beim Victory wählte Dennis ein Design mit konventionellem Leiterrahmen aus Stahlprofilen, bei dem die Vorderachse weit zurückgesetzt war, um die Einstiegstür im vorderen Überhang platzieren zu können. Dadurch war der Bus für den Einmannbetrieb ohne Schaffner gut geeignet. Die relativ schmale Eingangstür befand sich vor der Vorderachse, so dass die Fahrgäste unmittelbar nach dem Einstieg den Fahrpreis an der Zahlbox unter Kontrolle des Fahrers entrichten mussten. Verlassen wurde der Bus durch eine breitere Falttür, die zwischen den Achsen angeordnet war. Der Motor lag zur besseren Gewichtsverteilung unmittelbar über der Vorderachse. Der lange vordere Überhang war jedoch ebenso wie bei Victory fahrdynamisch problematisch, da er zu starken Nickbewegungen beim Anfahren und Beschleunigen führte. Motorisiert wurde der Bus mit einem Sechszylinder-Dieselmotor von Gardner. Zum Einsatz kam der 6LXB. Als Getriebe wurde ein automatisches Getriebe vom Typ D851 von Voith verbaut, um den Fahrer von Schaltvorgängen im innerstädtischen Verkehr und auf den Steigungsstrecken zu entlasten. Da das Projekt im 1977, im Jahr des 25-jährigen Jubiläums der Thronbesteigung Königin Elisabeth II. gestartet worden war, erhielt der Bus den Namen Jubilant.
Kowloon Motor Bus (KMB) erprobte vier Prototypen, die einen Aufbau aus eigener Werkstatt erhielten, und stellte sie zu Erprobungszwecken 1977/78 in Dienst. Teile der Aufbauten wurden dabei von der British Aluminium Company zugeliefert. Da die Erprobung erfolgreich verlief, stellte man zwischen 1979 und 1981 insgesamt 209 Busse mit einem Aufbau von Alexander und zwischen 1981 und 1982 nochmals 150 Busse mit einem Aufbau von Duple Metsec in Dienst. KMB erhielt 1980 auch einen als Reisebus ausgelegten Doppeldecker mit einem Alexander-Aufbau. Dieser Bus besaß eine Klimaanlage, die von einem separaten Motor im Heck angetrieben wurde. Die Klimaanlage bewährte sich jedoch in der Praxis nicht und wurde bald entfernt und der Bus zu einem normalen Linienbus umgebaut. Die Aussonderung der Busse begann 1994 und zog sich bis in das Jahr 2000 hin.
China Motor Bus (CMB) beschaffte 1980 zwanzig Busse mit einem Aufbau von Alexander. Einer der Busse musste nach einem Brand 1993 abgeschrieben werden, die restlichen gingen 1998 an New World First Bus, wurden aber bereits im Folgejahr ausgesondert.
Ein Jubilant wurde nach Kapstadt in Südafrika geliefert und bekam dort einen Aufbau von Bus Bodies.
Aufgrund seiner Ähnlichkeit zum Victory Mk 2, der wegen der starken Nickbewegungen beim Anfahren und Bremsen, die an den Gang von Hühnern erinnerten, den Spitznamen chicken erhalten hatte, bekam der Jubilant den Spitznamen duck.